# 沙吕 (多姆山省)
沙吕（法語：Chalus）是法国奥弗涅-罗讷-阿尔卑斯大区多姆山省的一个市镇，属于伊苏瓦尔区。

## 地理
沙吕（45°27'59"N, 3°12'35"E）面积6.58 平方千米，位于法国奥弗涅-罗讷-阿尔卑斯大区多姆山省，该省份为法国中南部省份，北起阿列省接壤，东临卢瓦尔省，南至上盧瓦爾省和康塔爾省，西接科雷兹省和克勒兹省。
与沙吕接壤的市镇（或旧市镇、城区）包括：布德、科朗日、日尼亚、马勒若勒、圣日耳曼朗布龙、维勒讷沃。

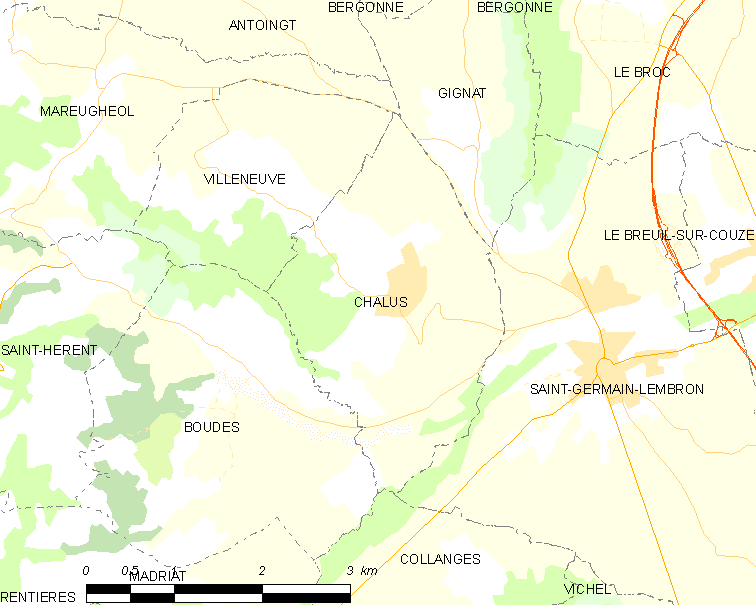
的OSM定位图

沙吕的时区为UTC+01:00、UTC+02:00（夏令时）。

## 行政
沙吕的邮政编码为63340，INSEE市镇编码为63074。

## 政治
沙吕所属的省级选区为布拉萨克莱米讷县。

## 人口

1962-2008年间人口变化图示

沙吕于2022年1月1日时的人口数量为181人。